# Abdoul Uwimana
Abdoul Uwimana (ur. 17 marca 1987) – rwandyjski piłkarz grający na pozycji lewoskrzydłowego. W swojej karierze rozegrał 13 meczów w reprezentacji Rwandy.

## Kariera klubowa
Swoją karierę piłkarską Uwimana rozpoczął w klubie Rayon Sports FC. W sezonie 2004 zadebiutował w jego barwach w pierwszej lidze rwandyjskiej. Grał w nim do 2011 roku. Wraz z nim wywalczył mistrzostwo Rwandy w sezonie 2004, dwa wicemistrzostwa w sezonach 2005 i 2006/2007 oraz zdobył Puchary Rwandy w 2005 roku. W latach 2011–2013 był zawodnikiem Etincelles FC, w którym zakończył karierę.

## Kariera reprezentacyjna
W reprezentacji Rwandy Uwimana zadebiutował 5 września 2004 w przegranym 0:1 meczu eliminacji do MŚ 2006 z Angolą, rozegranym w Luandzie. Od 2004 do 2009 wystąpił w kadrze narodowej 13 razy.